# Квічаль абісинський
Квіча́ль абісинський (Geokichla piaggiae) — вид горобцеподібних птахів родини дроздових (Turdidae). Мешкає в Східній Африці. Вид названий на честь італійського мандрівника Карло Пьяджі.

## Опис

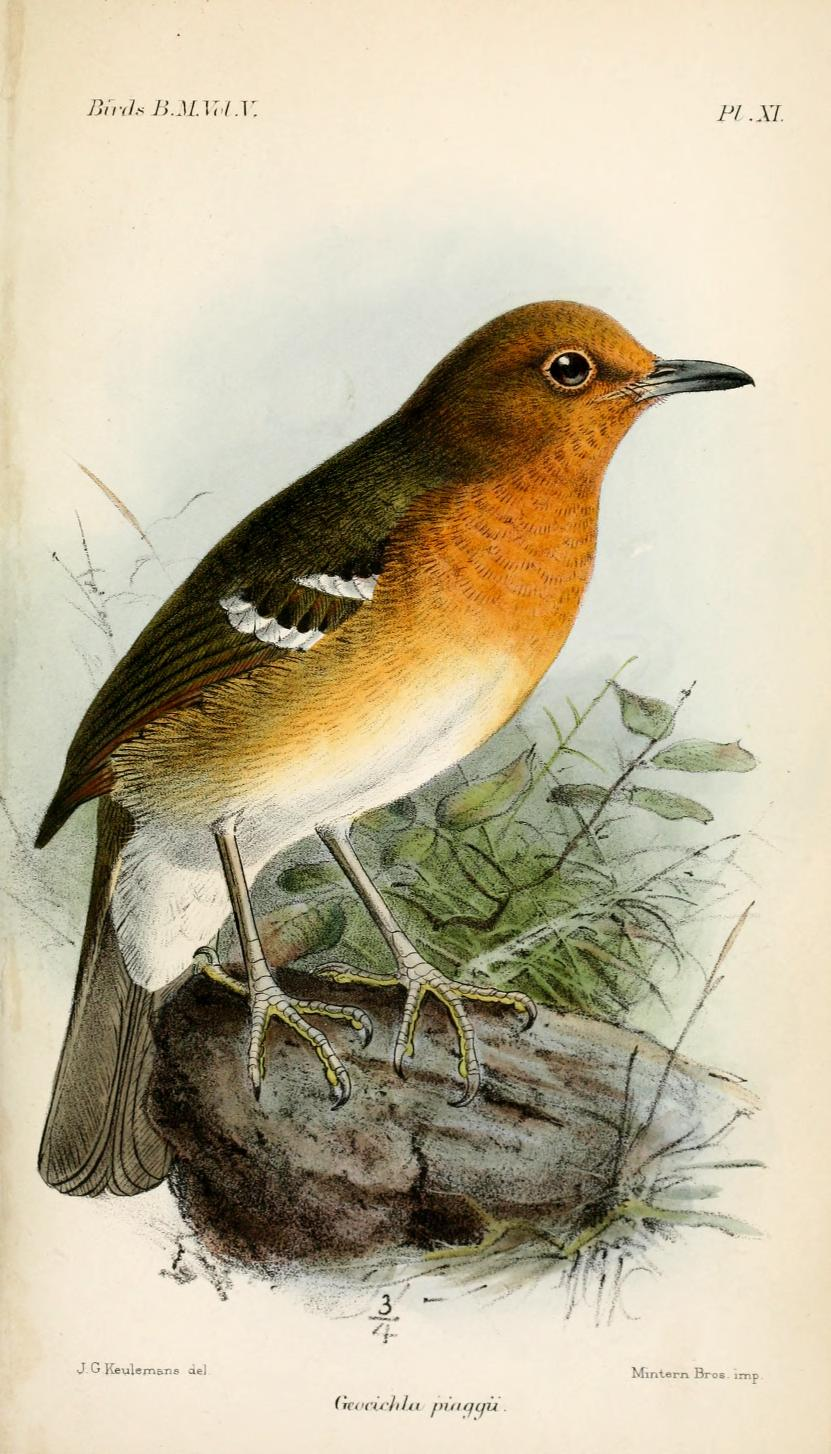
Абісинський квічаль

Довжина птаха становить 19-20 см, вага 43-65 г. Голова темно-рудувато-оранжева, навколо очей помітні білі кільця, груди і боки оранжеві. Верхня частина тіла оливково-коричнева, надхвістя і хвіст коричнювато-оранжеві. На крилах дві білі смуги. Молоді птахи мають дещо блідіше, менш яскраве забарвлення.

## Підвиди
Виділяють шість підвидів:
- G. p. piaggiae (Bouvier, 1877) — від плато Бома[en] на сході Південного Судану до Ефіопії, сходу ДР Конго, північної і західної Кенія;
- G. p. hadii Macdonald, 1940 — гори Іматонґ[en] і Донготона в Південному Судані;
- G. p. ruwenzorii (Prigogine, 1984) — гори Рувензорі на заході Уганди;
- G. p. kilimensis Neumann, 1900 — центральна і південна Кенія і гора Кіліманджаро на півночі Танзанії;
- G. p. tanganjicae Sassi, 1914 — схід ДР Конго, південно-західна Уганда, Руанда і Бурунді;
- G. p. rowei Grant, CHB & Mackworth-Praed, 1937 — північна Танзанія.

## Поширення і екологія
Абісинські квічалі мешкають в Південному Судані, Ефіопії, Кенії, Танзанії, Демократичній Республіці Конго, Уганді, Руанді і Бурунді. Вони живуть в підліску вологих гірських тропічних лісів, у високогірних чагарникових заростях та на плантаціях. Зустрічаються на висоті від 1800 до 3300 м над рівнем моря, переважно на висоті понад 2500 м над рівнем моря. Живляться дощовими червами, багатоніжками, равликами і комахами, яких шукають в опалому листі, а також плодами і насінням. Гніздяться під час сезону дощів. Гніздо чашоподібне, зроблене з моху або іншого рослинного матеріалу, встелене м'якими рослинними волокнами, розміщуться в густих заростях, на висоті до 5 м над землею. В кладці 2 яйця.